# Rödkallen
Rödkallen est une île de l’archipel de Luleå en Suède,.

## Présentation
Rödkallen est une petite île suédoise inhabitée de facon permanente, seuls des chalets sont utilisées en été.
L'île était utilisée par les pêcheurs bien avant la construction du phare. 
En 1800, une chapelle fut construite pour les pêcheurs et elle existe encore de nos jours.
L'île abrite un petit port.

## Zone aviaire
L'île a été désignée zone importante pour la conservation des oiseaux (ZICO) par BirdLife International car elle abrite des populations reproductrices de sternes caspiennes et de guillemots à miroir.
Elle fait partie de la réserve naturelle de Rödkallen-Söräspen

## Phare
Le phare a été construit d'après les plans de Nils Gustaf von Heidenstam. 
À l'origine, il portait une lampe à huile de colza qui a été remplacée par une lampe à pétrole en 1884.
En 1936, une petite centrale électrique a été construite sur l'île pour alimenter le phare.
Après cent ans de service, l'ancien phare a été désactivé au profit du petit phare moderne Rödkallen södra fixé sur le toit d'une station de pilotage. 
Le grand bâtiment porte une marque de jour jaune et rouge. 
Un petit hôtel a été construit dans le bâtiment en 2000, mais il a été fermé en 2008. 
L'ancien phare est conservé et sa grande lentille toujours montée est recouverte d'un tissu. 
Sur l'île se trouvent également quelques vieux labyrinthes de pierres. 
Rödkallen est l'une des nombreuses stations d'observation du vent figurant dans l'actualité maritime de l'institut suédois de météorologie et d'hydrologie.